# Dora ou les Névroses sexuelles de nos parents
 (mai 2017).
Pour plus de détails, voir Fiche technique et Distribution.
Dora ou les Névroses sexuelles de nos parents (Dora oder Die sexuellen Neurosen unserer Eltern) est un film dramatique germano-suisse réalisé par Stina Werenfels et sorti en Suisse en 2015.
Le film, adaptation de la pièce à succès Die sexuellen Neurosen unserer Eltern (de) (2003) du dramaturge suisse Lukas Bärfuss, traite de la sexualité des personnes souffrant d'un handicap mental.
Il a été sélectionné pour être projeté en première mondiale internationale dans la section « Panorama » du 65e Festival international du film de Berlin.

## Distribution
- Victoria Schulz (de): Dora
- Jenny Schily (de) : Kristin
- Lars Eidinger : Peter
- Urs Jucker (de) : Felix
- Inga Busch : Barbara
- Thelma Buabeng : Maria
- Nele Winkler : Sara
- Karina Fallenstein (de) : Susanne
- Knut Berger (de) : Dr. Neumann
- Hildegard Schroedter (de) : Frau Heise
- Teresa Harder (de) : Franzi
- Marcus Kaloff (de) : Professor